# NEWS LIVE TOUR 2020 STORY
『NEWS LIVE TOUR 2020 STORY』（ニュース ライブ ツアー 2020 ストーリー）は、NEWSの15枚目のライブBlu-ray&DVD。
2022年2月9日にジャニーズ・エンタテイメントから発売。

## 概要
2017年より始まった「N・E・W・S」四部作ツアーの締めくくりとなる2021年に行われた全国ツアーのうち、3月の横浜アリーナ公演の模様を収録している。
当初はツアータイトルのとおり、2020年3月7日より宮城県・セキスイハイムスーパーアリーナを皮切りに、10会場全27公演が予定されていたが、新型コロナウイルス感染拡大の影響により全日程が中止。12月12日・13日に予定されていたJohnny's net onlineでの無観客配信ライブも、メンバーの小山慶一郎と加藤シゲアキが新型コロナウイルスに感染したため中止となった。
2021年に7会場21公演という当初の予定よりも小規模ではあるが、有観客でのツアー敢行が決定。また、メンバーも4人で行われるはずだったが、2020年6月19日付で手越祐也がジャニーズ事務所との専属契約を合意解除に伴いグループからの脱退となったため、3人体制での初のツアーとなった。しかしながらツアータイトルは当初のまま「2020」が用いられ、演出面でも「4人の男」「4つの地図」など4人体制の世界観が踏襲されている。ツアーファイナルとなる2021年5月23日の愛知・日本ガイシスポーツプラザ ガイシホールで行われた公演はJohnny's net onlineにて生配信され、再編集された映像が通常盤の特典映像に収録される。

## 特典・仕様
先着購入特典として、「STORY TOUR」銀テープ（全仕様共通特典）あり。
初回盤
- 3枚組・スペシャルパッケージ仕様
- 48Pブックレット

通常盤
- 3枚組
- ポストカード5枚封入

## 収録内容
DISC1・DISC2の内容は初回盤・通常盤、DVD・Blu-rayすべて同じ。

### DISC 1
1. Overture
2. STORY -Introduction-
3. STORY
4. SUPERSTAR
5. トップガン
6. SEVEN
7. HOPE -Interlude-
8. 「生きろ」
9. Perfect Lover
10. U R not alone
11. 戀 - 増田貴久
12. SINCERITY -Interlude-
13. Narrative - 加藤シゲアキ
14. STORY -Jr. Interlude-
15. チャンカパーナ
16. 君の言葉に笑みを
17. IN THE MIDDLE OF THE JOURNEY -Interlude-
18. MC

### DISC 2
1. LOVE -Interlude-
2. STAY WITH ME
3. 何度でも
4. Silent Love
5. Love Story
6. STAY ALIVE - 小山慶一郎
7. LUCK -Interlude-
8. Dragonism
9. 夜よ踊れ
10. FIGHTERS.COM
11. エス
12. MAP OF STORY -Interlude-
13. 4+FAN
14. 希望〜Yell〜
15. THE FINAL MAP -Interlude-
16. クローバー
17. N・E・W・S -Interlude-
18. -4 Stories Medley-（NEVERLAND, EPCOTIA, WORLDISTA, STORY）

MC
1. NEW STORY
2. OUR STORY

### DISC 3（特典映像）

#### 初回盤
135分収録（Blu-ray&DVD共通）。
1. Documentary film of (NEW) STORY
2. STORY TOUR MC DIGEST

#### 通常盤
152分収録（Blu-ray&DVD共通）。
1. NEWS LIVE TOUR 2020 STORY at NIPPONGAISHI HALL

## チャート成績
DVDで2.5万枚、Blu-rayで5.0万枚を売り上げ、「オリコン週間DVDランキング」「オリコン週間BDランキング」共に初登場1位を獲得。また、「週間ミュージックDVD・BDランキング」でも9作連続・通算9作目の初登場1位を記録した。